# Карел Фабріціус
Карел Фабріціус (нід. Carel Fabritius, 1622 — 12 жовтня 1654) — нідерландський (голландський) художник-портретист.

## Життєпис
Народився 1622 року (хрещено 27 лютого) у польдері Мідденбемстері (північна Голландія) в родині художника-аматора, шкільного вчителя та паламаря Пітера Фабріціуса. Спочатку займався теслярством, згодом захопився малярством. Його молодші брати Барент та Йоган також стали художниками.
У 1641 році одружився з представницею заможного роду ван Гассен. Незабаром переїжджає до Амстердама, де стає учнем Рембрандта — по 1643 рік.
У 1643 році вмирає його дружина, й художник повертається до рідного міста. Тут незабаром вдруге одружився з Агатою Прюссена із Делфта.
У 1651 році перебирається до Делфта. У 1652 році стає членом міської гільдії художників Св. Луки. Загинув в результаті вибуху порохового складу у 1654 році.

## Творчість
З доробку Карла Фабріціуса збереглося на 2010-і роки 15 робіт, з яких 2 автопортрети.
Перші картини були створені під впливом його вчителя, Рембрандта, творчий метод якого Фабріціус засвоїв глибше, ніж інші учні.
З 1650 року картини художника відходять з-під впливу Рембрандта і мають власний стиль. Він відмовився від манери вчителя малювати світле на темному фоні і замість цього малював темні предмети на світлому. Його техніка була легша і м'якіша, колір яскравіший. Для картин цього періоду характерний оригінальний засіб виділення темних постатей першого плану на повному повітря і тонкої світлотіньової гри на світлому фоні. Художник приділяв особливу увагу оптичній точності.
Фабріціус малював портрети, які виділяються сміливістю задуму, майстерністю аналізу (автопортрет 1645 року, «Людина в шоломі»), розробив своєрідний тип жанрової картини, в якій за уявною простотою мотиву, безсюжетністю поступово виявляється внутрішня емоційна напруга, складна просторова структура, відчуття цілісної єдності світу («Продавець музичних інструментів»).
У багатьох картинах звертався до ефектів природного сонячного освітлення, яке надавало пленерний характер їхньому кольористичному строю («Щиголь»), підсилювало м'яку ліричність їхнього настрою («Часовий»).
Мав великий вплив на творчість Йоганнеса Вермера, Еммануеля де Вітте і Пітера де Гоха, зокрема, щодо перспективи та композиції. Творчість Фабріціуса, його учнів і послідовників створила особливий напрямок голландського живопису XVII століття — так звану Делфтську школу.

## Цікаві факти
У романі "Щиголь" американської письменниці Донни Тарт центральне місце займає картина "Щиголь" Карла Фабриціуса, вона пов'язує між собою героїв, навколо подій із нею будується сюжет. Події у романі вигадані. Картина з 1896 року зберігається у королівській галереї Мауріцгейс у Гаазі. 

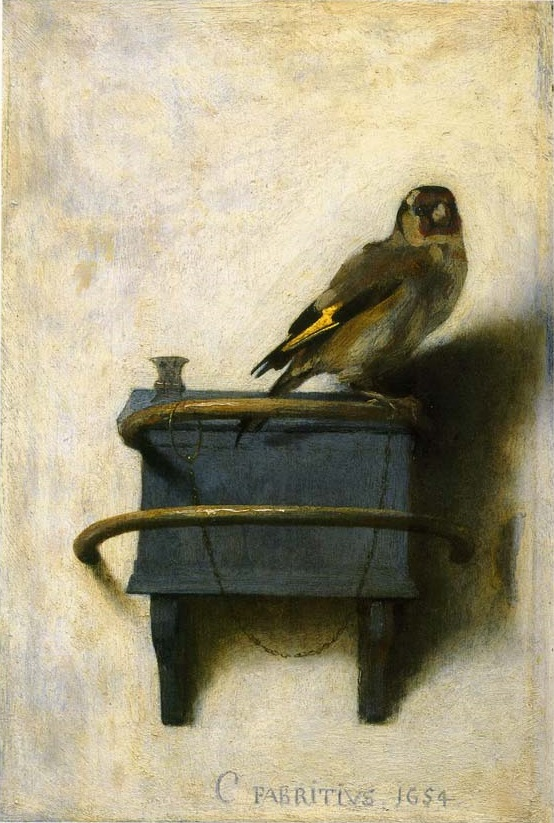
"Щиголь" 1654